# Spice (курительная смесь)

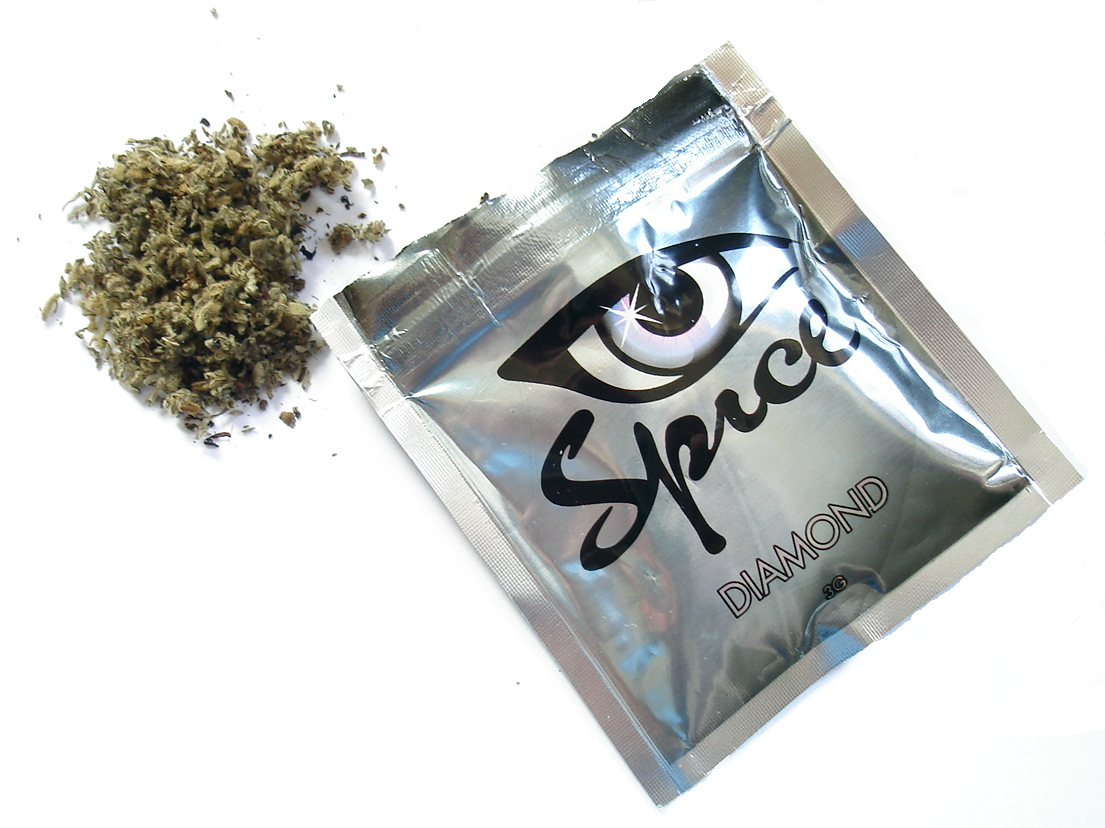
Упаковка и состав курительной смеси Spice.

Spice (спайс, K2, в переводе с англ. — «приправа, специя») — один из брендов курительных смесей, поставляемых в продажу в виде травы с нанесённым химическим веществом. Обладает психоактивным действием, в некоторой степени схожим с действием марихуаны, но вызывающим более тяжёлые психопатологические симптомы, нежели марихуана. Как и марихуана, Spice воздействует на каннабиноидные рецепторы. При острой интоксикации препаратом Spice могут возникать дереализационные и деперсонализационные расстройства, расстройства восприятия пространства, нарушения схемы тела, синестезия — которая может продолжаться в легком виде даже спустя месяц после приема. Мир воспринимается как незнакомый, отчужденный, «сознание покидает тело», иногда психомоторное возбуждение с аффектом тревоги или страха. Продажа смесей Spice осуществлялась в странах Европы с 2006 года (по некоторым данным — с 2004) под видом благовоний преимущественно через интернет-магазины. В 2009 году было установлено, что действующим компонентом смесей являются не вещества растительного происхождения, а синтетические аналоги тетрагидроканнабинола — основного действующего вещества марихуаны, такие как CP 47,497 и JWH-018. По состоянию на 2016 год синтетические каннабиноиды, являющиеся действующими веществами Spice, запрещены в большинстве стран мира, в том числе в России, США и многих странах Европейского союза.

## Состав
По заявлениям производителя, травяные смеси Spice содержат компоненты следующих растений: Canavalia rosea, Nymphaea alba и Nymphaea caerulea, Scutellaria nana, Pedicularis densiflora, Leonotis leonuru, Zornia latifolia, Nelumbo nucifera, Leonurus sibiricus, Althaea officinalis, Rosa canina. Некоторые из этих растений действительно содержат биологически активные вещества, которые могут обладать определённым психоактивным действием (гликозид аукубин в Pedicularis densiflora или алкалоид леонурин в Leonurus sibiricus).
Однако исследования, проведённые в 2008—2009 годах, показали, что действие Spice и аналогичных смесей обусловлено не растительными компонентами, а синтетическими агонистами каннабиноидных рецепторов различной химической природы (содержание в различных партиях варьируется):
- Дибензопираны: HU-210
- Циклогексилфенолы: CP 47,497 и его гомологи
- Нафтоилиндолы: JWH-018, JWH-073, JWH-398
- Фенилацетилиндолы: JWH-250
- Олеамид

Своевременному выявлению синтетических каннабиноидов в травяных смесях Spice помешали наличие в составе смесей растений, потенциально обладающих психоактивными свойствами, добавки большого количества балластных соединений (таких как витамин E) с целью скрыть действующее вещество, а также отсутствие информации о спектральных свойствах синтетических каннабиноидов в большинстве баз данных для масс-спектрометрического анализа.

Структурные формулы тетрагидроканнабинола и некоторых синтетических каннабиноидов
Тетрагидроканнабинол
HU-210
CP 47,497
JWH-018

## Виды
Под брендом Spice продаётся несколько вариантов курительных смесей, различающихся по силе действия, например, по данным EMCDDA 2009: Spice Silver, Spice Gold, Spice Diamond и другие.
Смеси расфасованы в пакеты размером приблизительно 5 на 7,5 см, содержащие по 3 грамма смеси. Розничная цена одного пакета в 2008 году составляла от 15 до 30 евро. Кроме того, обнаружены аналогичные смеси, продаваемые под брендами Yucatan Fire, Smoke, Skunk, Sence, Genie и K2.
Комбинации действующих веществ в разных видах смесей различаются:
| Смесь         | CP 47,497 | Гомологи CP 47,497 | JWH-018             | Олеамид |
| ------------- | --------- | ------------------ | ------------------- | ------- |
| Spice Silver  | −         | +                  | не во всех образцах | −       |
| Spice Gold    | −         | ++                 | не во всех образцах | −       |
| Spice Diamond | −         | +++                | не во всех образцах | −       |
| Yucatan Fire  | −         | +++                | ++                  | −       |
| Smoke, Skunk  | −         | −                  | +++                 | ++      |
| Sence         | +         | +++                | −                   | −       |

## Влияние на организм человека
Влияние синтетических каннабиноидов на организм человека на данный момент изучено недостаточно. Хотя их действие на психику схоже с действием тетрагидроканнабинола (ТГК), нет оснований быть уверенным в том, что риски, связанные с их употреблением, сравнимы с рисками при употреблении ТГК. Так, передозировка полного агониста каннабиноидных рецепторов может быть более опасной, чем передозировка частичного агониста (каким является ТГК).
Описан случай возникновения физической зависимости при продолжительном употреблении Spice Gold.
Передозировка синтетических каннабиномиметиков может вызывать типичные для каннабиноидов тахикардию и тревожные состояния. Кроме того, сообщалось о случаях возникновения паранойи, галлюцинаций и психотомиметических эффектов. Исследования, проведённые новозеландскими учёными, позволяют предположить, что употребление курительных смесей, содержащих JWH-018, который является диссоциативом, способно вызывать психозы у подверженных индивидуумов.

## Правовой статус
Синтетические каннабиноиды, входящие в состав курительных смесей Spice, не входят в международные списки контролируемых веществ согласно Единой конвенции о наркотических средствах 1961 года и Конвенции о психотропных веществах 1971 года. В 2009 году, после обнаружения синтетических каннабиноидов в курительных смесях Spice, власти начали принимать меры по запрету этих соединений. На данный момент запрещена во всех странах СНГ.

### Европейский союз
| Страна         | Запрещённые синтетические каннабиноиды                                               | Дата запрета     |
| -------------- | ------------------------------------------------------------------------------------ | ---------------- |
| Австрия        | JWH-018, CP 47,497 и его гомологи, HU-29                                             | 3 марта 2009     |
| Германия       | JWH-018, CP 47,497 и его гомологи                                                    | 22 января 2009   |
| Литва          | JWH-018, JWH-073, CP 47,497 и его гомологи, HU-210                                   | 27 мая 2009      |
| Люксембург     | JWH-018, CP 47,497, HU-210 и другие синтетические агонисты каннабиноидных рецепторов | 20 апреля 2009   |
| Польша         | JWH-018                                                                              | 8 мая 2009       |
| Великобритания | широкий спектр синтетических каннабиноидов                                           | 12 августа 2009  |
| Франция        | JWH-018, CP 47,497 и его гомологи, HU-210                                            | 24 февраля 2009  |
| Швеция         | JWH-018, JWH-073, CP 47,497 и его гомологи, HU-210                                   | 15 сентября 2009 |
| Эстония        | JWH-018, JWH-073, CP 47,497 и его гомологи, HU-210                                   | 24 июля 2009     |

### Россия
По поручению Роспотребнадзора Институт питания РАМН провёл экспертизу курительных смесей Spice и аналогичных им, обнаружив в их составе психоактивные вещества. На основании этого заключения 9 апреля 2009 года Роспотребнадзор запретил оборот курительных смесей, содержащих в составе шалфей предсказателей (Salvia divinorum), гавайскую розу (Argyreia nervosa) или голубой лотос (Nymphea caerulea).
31 декабря 2009 года голубой лотос, шалфей предсказателей, гавайская роза, а также JWH-018 и ряд других синтетических каннабиноидов внесены в список наркотических средств и психотропных веществ, оборот которых в Российской Федерации запрещён.
В ноябре 2010 года запрет был перенесён из Списка I в отдельный перечень, «Перечень растений, содержащих наркотические средства или психотропные вещества либо их прекурсоры и подлежащих контролю в Российской Федерации».
С 15 февраля 2015 года в России вступили в силу изменения в ряд законов, согласно которым запрещается употребление и пропаганда спайсов (по букве закона - вид новых потенциально опасных психоактивных веществ).

### США
В США CP 47,497, JWH-018 и некоторые другие синтетические каннабиномиметики включены в список I контролируемых веществ в соответствии с Актом о контролируемых веществах.

### Беларусь
C 7 апреля 2010 года Постановлением «О внесении изменения и дополнения в постановление Министерства здравоохранения Республики Беларусь от 28 мая 2003 г. № 26 Постановление Министерства здравоохранения Республики Беларусь от 10.03.2010 г. № 25», СР-47, 497, (СР-47, 497)-С6, (СР-47, 497)-С9, (СР-47, 497)-С8, HU-210, JWH-073, JWH-196, JWH-194, JWH-197, JWH-007, JWH-149, JWH-098, JWH-195, JWH-192, JWH-199, JWH-200, JWH-193, JWH-198, JWH-176, JWH-122, JWH-081, JWH-175, JWH-184, JWH-185, JWH-250, JWH-018, JWH-116 внесены в «Список 1 особо опасных наркотических средств и психотропных веществ, не используемых в медицинских целях».
1 января 2015 года вступил в силу Декрет Президента Республики Беларусь № 6 от 28 декабря 2014 года «О неотложных мерах по противодействию незаконному обороту наркотиков»

### Украина
Постановлением Кабинета министров Украины № 373 от 31.05.2010 в список наркотических препаратов, психотропных веществ и прекурсоров внесены JWH-018, CP 47,497 и его гомологи, а также некоторые другие синтетические каннабиноиды.